# La Blonde et le Shérif
Pour plus de détails, voir Fiche technique et Distribution.
La Blonde et le Shérif (The Sheriff of Fractured Jaw) est un film américano-britannique réalisé par Raoul Walsh, sorti en 1958.

## Synopsis

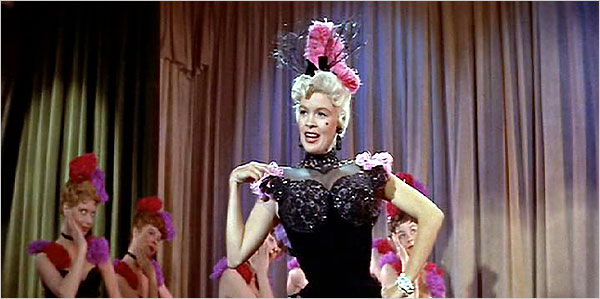
Jayne Mansfield

Jonathan Tibbs, héritier d'une célèbre firme londonienne, est chargé de prospecter dans un pays prometteur : l'Ouest américain. Car la société Tibbs vend des armes. Jeune homme typiquement "british", Jonathan ne tarde pas à se faire remarquer dans cette contrée sauvage : lorsque la diligence qui l'amène à la bourgade de Fractured Jaw est attaquée par les Indiens, il se permet avec un grand naturel de leur faire la morale ! Ils n'en reviennent pas ...

## Fiche technique
- Titre original : The Sheriff of Fractured Jaw
- Titre français : La Blonde et le Shérif
- Réalisation : Raoul Walsh
- Scénario : Howard Dimsdale d'après la nouvelle The Sheriff of Fractured Jaw de Jacob Hay
- Direction artistique : Bernard Robinson
- Costumes : Julie Harris
- Photographie : Otto Heller
- Son : Dudley Messenger
- Montage : John Shirley
- Musique : Robert Farnon et Ken Jones (non crédité)
- Chorégraphe : George Carden
- Production : Daniel M. Angel
- Société de production :  Angel Productions,  20th Century Fox
- Société de distribution : 20th Century Fox
- Pays de production :  États-Unis,  Royaume-Uni
- Langue originale : anglais
- Format : Couleurs (DeLuxe) - 35 mm — 2,35:1 (CinemaScope) - Son : Mono (Westrex Recording System) / Stéréo 4 pistes
- Genre : Western parodique
- Durée : 103 minutes
- Dates de sortie : 
  - Royaume-Uni 28 octobre 1958, Londres
  - États-Unis 14 mars 1959, New York
- Affiche : Boris Grinsson (France)

## Distribution
- Kenneth More (VF : Marc Cassot) : Jonathan Tibbs
- Jayne Mansfield (VF : Nelly Benedetti) : Kate
- Henry Hull (VF : Paul Villé) : Doc Masters, le maire de la ville
- Bruce Cabot : Jack
- Ronald Squire (VF : Pierre Michau) : Toynbee
- William Campbell (VF : Bernard Woringer) : Keeno
- Sid James (VF : Jacques Marin) : L'ivrogne
- Reed De Rouen (VF : Claude Bertrand) : Clayborne
- Charles Irwin (VF : Fernand Rauzena) : Luke
- Donald Stewart : le percussionniste
- Clancy Cooper (VF : Claude Péran) : Un coiffeur
- Gordon Tanner (VF : Serge Nadaud) : Bud Wilkins
- Robert Morley (VF : Richard Francœur) : Oncle Lucius Tibbs
- David Horne (VF : Albert Montigny) : James, le maître d'hôtel d'Oncle Lucius
- Eynon Evans (VF : Camille Guérini) : Mason, le gérant de Jonathan Tibbs & Co.
- Tucker McGuire (VF : Marie Francey) : la femme de Luke

## Autour du film
À la sortie du film, Arthur Dales était crédité pour le scénario alors que le vrai scénariste était Howard Dimsdale, alors sur liste noire. Son nom fut rétabli au générique par la Writers Guild of America à la fin des années 1990.